# Manzini
Manzini (do 1965 roku Bremersdorp) – była stolica i największe miasto Eswatini, położone w środkowej części kraju. Miasto jest stolicą dystryktu Manzini.
Ludność w Manzini wynosi 111 tys. mieszkańców (2005).
W mieście zlokalizowany jest jedyny w kraju międzynarodowy port lotniczy Matsapha Airport położony 10 km na zachód od miasta.

## Gospodarka

### Przemysł
- spożywczy
- bawełniany

## Edukacja
- Uniwersytet Luyengo

## Zabytki oraz interesujące miejsca
- targ

## Miasta partnerskie
- Keighley
- Ramales de la Victoria